# Georg Heike
Georg Heike (* 21. Juli 1933 in Łódź; † 15. Januar 2023 in Swisttal) war ein deutscher Phonetiker, Sprachwissenschaftler, Musiker und Komponist. Er leitete bis zu seiner Emeritierung 1998 das Institut für Phonetik der Universität zu Köln, wo er insbesondere die apparative und akustische Phonetik voranbrachte.

## Leben
Nach dem Abitur studierte er in Bonn Musikwissenschaft, Phonetik, Kommunikationsforschung und Psychologie an der dortigen Universität und wurde 1960 bei Werner Meyer-Eppler am Institut für Phonetik und Kommunikationswissenschaften promoviert. Danach arbeitete er als wissenschaftlicher Mitarbeiter an der Universität Marburg. 1969 wurde er ordentlicher Professor für Phonetik in Köln. Gleichzeitig und darüber hinaus engagierte er sich stark im Geigenbau sowie als Komponist und bei Aufführungen zeitgenössischer wie Neuer Musik und nicht zuletzt in der musikalischen Akustik. Zusammen mit Karlheinz Stockhausen war er Dozent bei den Kölner Kursen für Neue Musik. Er befasste sich intensiv mit Harmonielehre und Kontrapunkt. Heike spielte Geige, Viola und Klavier. In den Jahren 2000 bis 2003 organisierte er zusammen mit Musikern der Region, der Universität zu Köln und der Kölner Initiative KunstWerk eine Konzertreihe mit zeitgenössischer Raummusik und Sprachmusik. Bei der 2. Kölner Musiknacht am 22. November 2006 wurde in der Alten Feuerwache in Köln Heikes Zungenwerk uraufgeführt, eine Komposition für Stimmen, Klavier und Kontrabass frei nach Hans Magnus Enzensberger, die er dem Trio sprechbohrer widmete. Georg Heike lebte bis zu seinem Tod in Euskirchen.

## Schriften
- Zur Phonologie der Stadtkölner Mundart. Eine experimentelle Untersuchung der akustischen Unterscheidungsmerkmale (= Deutsche Dialektgeographie. Band 57). Elwert, Marburg 1964.
- Über das phonologische System der Stadtkölner Mundart. In: Zeitschrift für Phonetik. Nr. 14, 1960, S. 1–20.
- Die Phoneme der Stadtkölner Mundart und ihre akustischen Unterscheidungsmerkmale. (Gekürzte Fassung der Dissertation vom 29. Juni 1960. Sonderdruck aus der Zeitschrift für Phonetik, Sprachwissenschaft und Kommunikationsforschung. Band 14. 1961, Heft 1 unter dem Titel: Über das phonologische System der Stadtkölner Mundart. Eine vollständige Arbeit befindet sich in der Bibliothek der Philosophischen Fakultät der Universität Bonn). Bonn 1960.
- Werner Meyer-Eppler: Grundlagen und Anwendungen der Informationstheorie. Hrsg.: Georg Heike, K. Löhn. (= Kommunikation und Kybernetik in Einzeldarstellungen. Band 1). 2. neubearbeitete und erweiterte Auflage. Springer-Verlag, Berlin / Heidelberg / New York 1969, ISBN 978-3-642-49130-6, doi:10.1007/978-3-642-86901-3.
- Sprachliche Kommunikation und linguistische Analyse (= Sprachwissenschaftliche Studienbücher; Abt. 2). Carl Winter, Universitätsverlag, Heidelberg 1969.
- Gleuel Kr. Köln (= Phonai, Deutsche Reihe A, Texte und Untersuchungen zum gesprochenen Deutsch, herausgegeben vom Deutschen Spracharchiv. Band 6) (= Monographien, Teil 1). Niemeyer, Tübingen 1970.
- Suprasegmentale Analyse (= Marburger Beiträge zur Germanistik. Band 30). N. G. Elwert Verlag, Marburg 1969, ISBN 3-7708-0083-4.
- Georg Heike, R. D. Hall: Vowel patterns of three English speakers. a comparative and auditive description. In: Linguistics. Nr. 7, 1969, S. 13–38.
- Georg Heike, Joachim Göschel: Phonetik und Phonologie. Aufsätze 1925–1957. Hrsg.: Georg Heike, Institut für Phonetik (Köln) (= Kritische Information. Band 20). Fink, München 1974.
- Phonologie (= Sammlung Metzler, Abt. C, Sprachwissenschaft. Band 104). 2. durchgesehene Auflage. Metzler, Stuttgart 1982, ISBN 3-476-12104-6.
- Phonemik des Deutschen. Metzler, Stuttgart 1972.
- Articulatory Measurement and Synthesis. In: Phonetica. Nr. 36, 1979, S. 294–301.
- 'Coarticulation' in an articulatory synthesis model of German. In: Proceedings of the 11th International Congress of Phonetic Sciences. Vol. 1. Tallinn 1987, S. 214–216.
- Georg Heike, Reinhold Greisbach, S. Hilger, Bernd J. Kröger: Speech synthesis by acoustic control. In: Proceedings of Eurospeech 1989. Paris 1989, S. 2020–2022.
- Georg Heike, Reinhold Greisbach, Bernd J. Kröger: Coarticulation rules in an articulatory model. In: Journal of Phonetics. Nr. 19, 1991, S. 465–471.
- Musiksprache und Sprachmusik. Texte zur Musik 1956–1998. Hrsg.: Stefan Fricke (= Quellentexte zur Musik des 20. Jahrhunderts. Band 4,1). Pfau, Saarbrücken 1999, ISBN 3-89727-035-8.
- Arcangelo Corelli: La follia. Opus 5 Nr. 12 für Violine und Viola - Nach der Sonate für Violine und Basso continuo eingerichtet von Georg Heike. ViolaViva-Musikverlag, Schorndorf 2007.